# HMS Stalker (L3515)
Pour les autres navires du même nom, voir HMS Stalker.
Le HMS Stalker était un Landing Ship Tank de type Mark III LST. Il a été construit au cours de la Seconde Guerre mondiale et lancé en 1944. Il était le dernier LST à moteur à vapeur à être mis au rebut. Il avait d'abord été mis en service comme LST 3515 puis a été nommé HMS Stalker en 1947 au sein de la Royal Navy.

Ce bâtiment était inscrit au registre du National Historic Ships  depuis 1999 avec le certificat n°1789. En 2013 il a été transféré au NAHV (National Archive of Historic Vessels).

## Histoire
Le LST 3515 a été construit par Canadian Yarrow à Esquimalt au Canada. Lancé en décembre 1944, il avait été achevé trop tard pour participer à la fin de la Seconde Guerre mondiale. Il a finalement servi dans un rôle de soutien des sous-marins en Irlande du Nord de 1958 à 1970.
Il a été vendu en 2002 à Portsmouth pour y être mis au rebut. Mais il a été offert pour être préservé entre 2004 et 2005. En Janvier 2006, il devait être soumis à la démolition. Après de nouvelles discussions avec un groupe de bénévoles pour assurer sa conservation, il a été mis définitivement à la ferraille en 2010.